# Melpomene gracilis
Melpomene gracilis là một loài thực vật có mạch trong họ Polypodiaceae. Loài này được (Hook.) A.R. Sm. miêu tả khoa học đầu tiên năm 1995.